# Thagona pura
Thagona pura är en fjärilsart som beskrevs av Paul Dognin 1916. Thagona pura ingår i släktet Thagona och familjen tofsspinnare. Inga underarter finns listade i Catalogue of Life.